# 丛足硬瓜参
丛足硬瓜参（学名：Sclerodactyla multipes）为硬瓜参科硬瓜参属的动物。分布于日本以及中国大陆的山东等地，常栖息于潮间带到水深50米的泥沙底。该物种的模式产地在日本横滨。